# Slavče (Słowenia)
Slavče – wieś w Słowenii, w gminie Brda. W 2018 roku liczyła 29 mieszkańców.